# Grabe (Chorwacja)
Grabe – wieś w Chorwacji, w żupanii krapińsko-zagorskiej, w gminie Bedekovčina. W 2011 roku liczyła 421 mieszkańców.